# 명덕외국어고등학교
명덕외국어고등학교(明德外國語高等學校)는 대한민국의 특수목적고등학교로 서울 강서구 내발산동에 있는 학교법인 명덕학원의 사립 외국어고등학교이다. 

## 학교 연혁
- 1977년 10월 15일 : 학교법인 명덕학원을 창립하고 문교부 장관으로부터 허가를 받음, 법인 이사장에 윤명기 박사 취임
- 1991년 9월 11일 : 명덕외국어고등학교 설립인가
- 1991년 11월 30일 : 명덕외국어고등학교 신축 교사 수명관(6,463m2) 준공
- 1992년 3월 1일 : 명덕외국어고등학교 초대 교장 조승호 선생 취임
- 1992년 3월 5일 : 신입생 500명을 선발하여 명덕외국어 고등학교 제1회 입학식을 갖고 개교함
- 2015년 10월 15일 : 명덕외국어고등학교 기숙사 준공
- 2019년 3월 1일 : 명덕외국어고등학교 제8대 교장 이진승 선생 취임
- 2022년 2월 9일 : 명덕외국어고등학교 제28회 졸업식(졸업생 누계 11,852명)
- 2022년 3월 2일 : 명덕외국어고등학교 제31회 입학식
- 2023년 9월 1일 : 명덕외국어고등학교 제9대 교장 당경원 선생 취임(예정)

## 설치 학과
- 영어과
- 독일어과
- 프랑스어과
- 중국어과
- 일본어과
- 러시아어과

## 참고 자료
- 명덕외국어고등학교 - 한국교육학술정보원 학교알리미